# Karanjia
Karanjia è una città dell'India di 21.420 abitanti, situata nel distretto di Mayurbhanj, nello stato federato dell'Orissa. In base al numero di abitanti la città rientra nella classe III (da 20.000 a 49.999 persone).

## Geografia fisica
La città è situata a 21° 46' 60 N e 85° 58' 0 E e ha un'altitudine di 388 m s.l.m..

## Società

### Evoluzione demografica
Al censimento del 2001 la popolazione di Karanjia assommava a 21.420 persone, delle quali 11.265 maschi e 10.155 femmine. I bambini di età inferiore o uguale ai sei anni assommavano a 2.702, dei quali 1.346 maschi e 1.356 femmine. Infine, coloro che erano in grado di saper almeno leggere e scrivere erano 14.450, dei quali 8.450 maschi e 6.000 femmine.